# 洛巴贝克
洛巴贝克是德国石勒苏益格－荷尔斯泰因州的一个市镇。总面积6.24平方公里，总人口731人，其中男性385人，女性346人（2011年12月31日），人口密度117人/平方公里。